# Tourbes
Pour les articles homonymes, voir Tourbe (homonymie).
Tourbes (en occitan Torbes) est une commune française située dans le sud du département de l'Hérault en région Occitanie.
Exposée à un climat méditerranéen, elle est drainée par le ruisseau de Saint-Martial, le ruisseau d'Ayres et par divers autres petits cours d'eau. La commune possède un patrimoine naturel remarquable : un site Natura 2000 (l'« aqueduc de Pézenas ».
Tourbes est une commune rurale qui compte 1 875 habitants en 2022, après avoir connu une forte hausse de la population depuis 1975.  Elle fait partie de l'aire d'attraction de Béziers. Ses habitants sont appelés les Tourbains ou  Tourbaines.

## Géographie

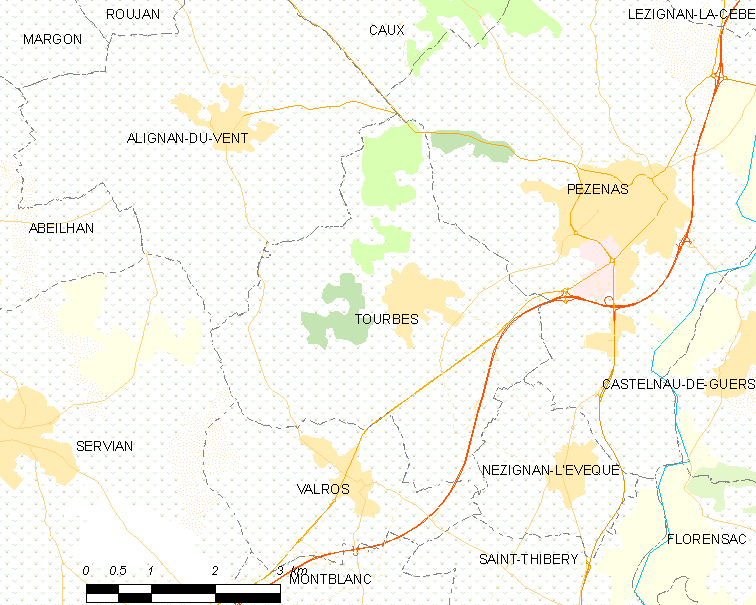
Carte

### Communes limitrophes
| Alignan-du-Vent |         | Pézenas            |
| Servian         | Tourbes | Castelnau-de-Guers |
| Valros          |         | Nézignan-l'Évêque  |

### Climat
Pour des articles plus généraux, voir Climat de l'Occitanie et Climat de l'Hérault.
En 2010, le climat de la commune est de type climat méditerranéen franc, selon une étude s'appuyant sur une série de données couvrant la période 1971-2000. En 2020, Météo-France publie une typologie des climats de la France métropolitaine dans laquelle la commune est exposée à un climat méditerranéen et est dans la région climatique  Provence, Languedoc-Roussillon, caractérisée par une pluviométrie faible en été, un très bon ensoleillement (2 600 h/an), un été chaud (21,5 °C), un air très sec en été, sec en toutes saisons, des vents forts (fréquence de 40 à 50 % de vents > 5 m/s) et peu de brouillards.
Pour la période 1971-2000, la température annuelle moyenne est de 14,6 °C, avec une amplitude thermique annuelle de 16 °C. Le cumul annuel moyen de précipitations est de 608 mm, avec 5,4 jours de précipitations en janvier et 2,5 jours en juillet. Pour la période 1991-2020, la température moyenne annuelle observée sur la station météorologique installée sur la commune est de 15,2 °C et le cumul annuel moyen de précipitations est de 607,5 mm,. Pour l'avenir, les paramètres climatiques de la commune estimés pour 2050 selon différents scénarios d'émission de gaz à effet de serre sont consultables sur un site dédié publié par Météo-France en novembre 2022.
| Mois                                  | jan.            | fév.          | mars          | avril         | mai            | juin         | jui.          | août          | sep.           | oct.            | nov.             | déc.          | année      |
| ------------------------------------- | --------------- | ------------- | ------------- | ------------- | -------------- | ------------ | ------------- | ------------- | -------------- | --------------- | ---------------- | ------------- | ---------- |
| Température minimale moyenne (°C)     | 3,6             | 3,5           | 5,8           | 8,5           | 11,8           | 15,1         | 17,3          | 17,2          | 13,6           | 11,2            | 6,9              | 3,8           | 9,9        |
| Température moyenne (°C)              | 7,8             | 8,3           | 11,1          | 13,7          | 17,3           | 21,2         | 23,7          | 23,4          | 19,6           | 16,1            | 11,3             | 8,3           | 15,2       |
| Température maximale moyenne (°C)     | 12,1            | 13,1          | 16,4          | 19            | 22,8           | 27,3         | 30            | 29,7          | 25,5           | 21              | 15,8             | 12,7          | 20,4       |
| Record de froid (°C) date du record   | −8,5 05.01.1995 | −8,1 15.02.10 | −9,8 02.03.05 | −2 08.04.21   | 2,7 15.05.1995 | 6,4 04.06.01 | 6,9 17.07.00  | 6 30.08.1998  | 4,1 09.09.1996 | −2,1 26.10.03   | −10,1 22.11.1998 | −8,5 17.12.01 | −10,1 1998 |
| Record de chaleur (°C) date du record | 21,6 13.01.04   | 24,4 23.02.20 | 27,8 30.03.12 | 31,9 08.04.11 | 34,5 29.05.01  | 43 28.06.19  | 40,5 15.07.22 | 40,4 23.08.23 | 36,2 03.09.16  | 32,8 01.10.1997 | 25,8 15.11.15    | 21,4 23.12.22 | 43 2019    |
| Précipitations (mm)                   | 53,7            | 47,9          | 47,8          | 56,1          | 45,6           | 29           | 17,5          | 29,7          | 60,9           | 93,3            | 75,8             | 50,2          | 607,5      |

### Milieux naturels et biodiversité

#### Réseau Natura 2000

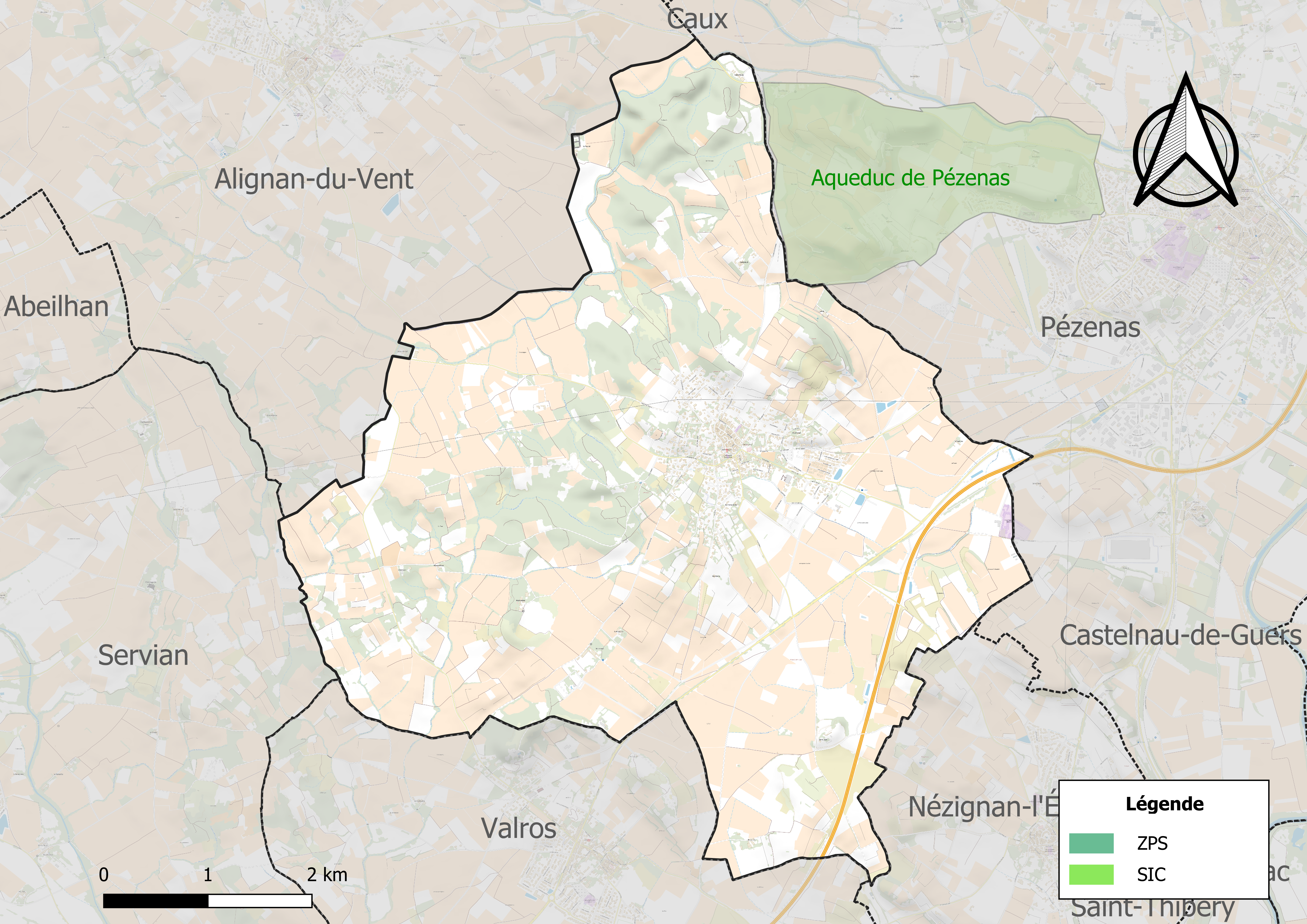
Site Natura 2000 sur le territoire communal.

Le réseau Natura 2000 est un réseau écologique européen de sites naturels d'intérêt écologique élaboré à partir des directives habitats et oiseaux, constitué de zones spéciales de conservation (ZSC) et de zones de protection spéciale (ZPS).
Un site Natura 2000 a été défini sur la commune au titre de la directive habitats : l'« Aqueduc de Pézenas », d'une superficie de 224 ha, un lieu de reproduction du Minioptère de Schreibers, du Petit Murin et du Grand Murin.

## Urbanisme

### Typologie
Au 1er janvier 2024, Tourbes est catégorisée bourg rural, selon la nouvelle grille communale de densité à sept niveaux définie par l'Insee en 2022.
Elle est située hors unité urbaine. Par ailleurs la commune fait partie de l'aire d'attraction de Béziers, dont elle est une commune de la couronne,. Cette aire, qui regroupe 53 communes, est catégorisée dans les aires de 50 000 à moins de 200 000 habitants,.

### Occupation des sols
L'occupation des sols de la commune, telle qu'elle ressort de la base de données européenne d’occupation biophysique des sols Corine Land Cover (CLC), est marquée par l'importance des territoires agricoles (80,5 % en 2018), en diminution par rapport à 1990 (83,1 %). La répartition détaillée en 2018 est la suivante : 
cultures permanentes (74,5 %), forêts (12,1 %), zones urbanisées (6,6 %), zones agricoles hétérogènes (6 %), zones industrielles ou commerciales et réseaux de communication (0,8 %). L'évolution de l’occupation des sols de la commune et de ses infrastructures peut être observée sur les différentes représentations cartographiques du territoire : la carte de Cassini (XVIIIe siècle), la carte d'état-major (1820-1866) et les cartes ou photos aériennes de l'IGN pour la période actuelle (1950 à aujourd'hui).

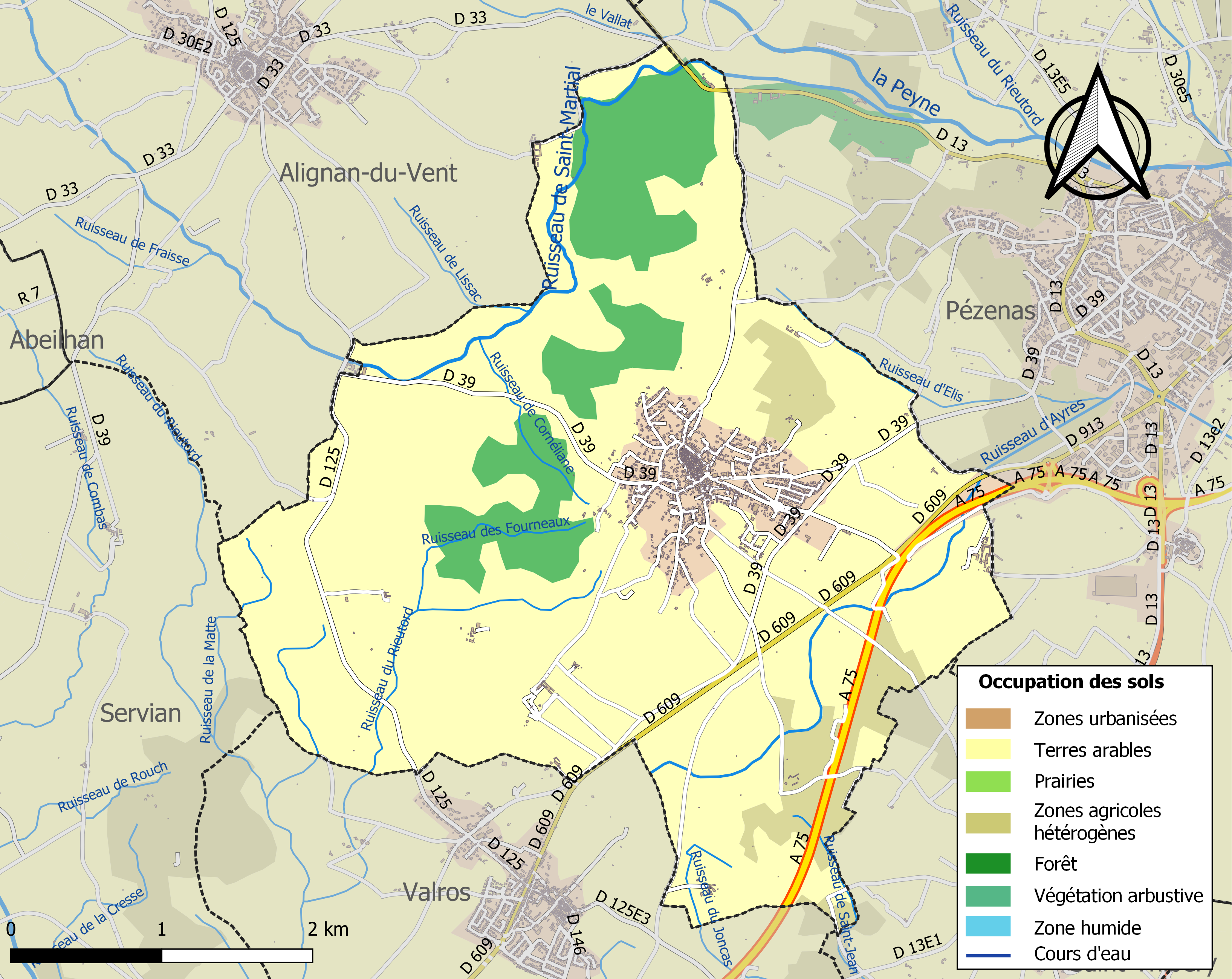
Carte des infrastructures et de l'occupation des sols de la commune en 2018 (CLC).

### Risques majeurs
Le territoire de la commune de Tourbes est vulnérable à différents aléas naturels : météorologiques (tempête, orage, neige, grand froid, canicule ou sécheresse), feux de forêts et séisme (sismicité faible). Il est également exposé à deux risques technologiques,  le transport de matières dangereuses et la rupture d'un barrage. Un site publié par le BRGM permet d'évaluer simplement et rapidement les risques d'un bien localisé soit par son adresse soit par le numéro de sa parcelle.

#### Risques naturels
Tourbes est exposée au risque de feu de forêt. Un plan départemental de protection des forêts contre les incendies (PDPFCI) a été approuvé en juin 2013 et court jusqu'en 2022, où il doit être renouvelé. Les mesures individuelles de prévention contre les incendies sont précisées par deux arrêtés préfectoraux et s’appliquent dans les zones exposées aux incendies de forêt et à moins de 200 mètres de celles-ci. L’arrêté du 25 avril 2002 réglemente l'emploi du feu en interdisant notamment d’apporter du feu, de fumer et de jeter des mégots de cigarette dans les espaces sensibles et sur les voies qui les traversent sous peine de sanctions. L'arrêté du 11 mars 2013 rend le débroussaillement obligatoire, incombant au propriétaire ou ayant droit,.

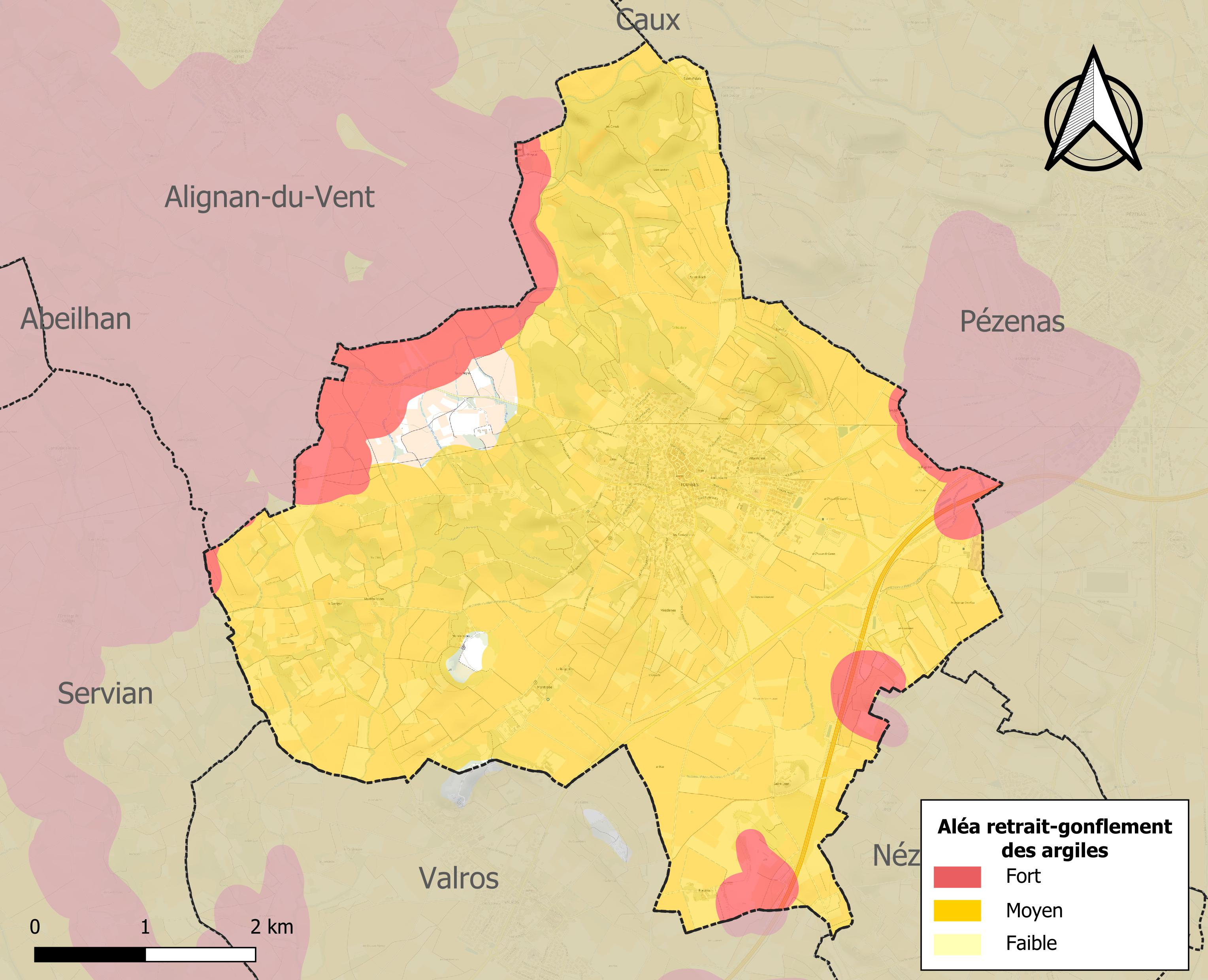
Carte des zones d'aléa retrait-gonflement des sols argileux de Tourbes.

Le retrait-gonflement des sols argileux est susceptible d'engendrer des dommages importants aux bâtiments en cas d’alternance de périodes de sécheresse et de pluie. 97,1 % de la superficie communale est en aléa moyen ou fort (59,3 % au niveau départemental et 48,5 % au niveau national). Sur les 802 bâtiments dénombrés sur la commune en 2019, 802 sont en aléa moyen ou fort, soit 100 %, à comparer aux 85 % au niveau départemental et 54 % au niveau national. Une cartographie de l'exposition du territoire national au retrait gonflement des sols argileux est disponible sur le site du BRGM,.
Par ailleurs, afin de mieux appréhender le risque d’affaissement de terrain, l'inventaire national des cavités souterraines permet de localiser celles situées sur la commune.
La commune a été reconnue en état de catastrophe naturelle au titre des dommages causés par les inondations et coulées de boue survenues en 1982, 1984, 1986, 1987, 1989, 2014 et 2019. 

#### Risques technologiques
Le risque de transport de matières dangereuses sur la commune est lié à sa traversée par des infrastructures routières ou ferroviaires importantes ou la présence d'une canalisation de transport d'hydrocarbures. Un accident se produisant sur de telles infrastructures est susceptible d’avoir des effets graves sur les biens, les personnes ou l'environnement, selon la nature du matériau transporté. Des dispositions d’urbanisme peuvent être préconisées en conséquence.
La commune est en outre située en aval du Barrage des Olivettes, un ouvrage de classe A sur la Peyne, mis en service en 1988 et disposant d'une retenue de 4,4 millions de mètres cubes. À ce titre elle est susceptible d’être touchée par l’onde de submersion consécutive à la rupture d'un de ces ouvrages.

## Histoire

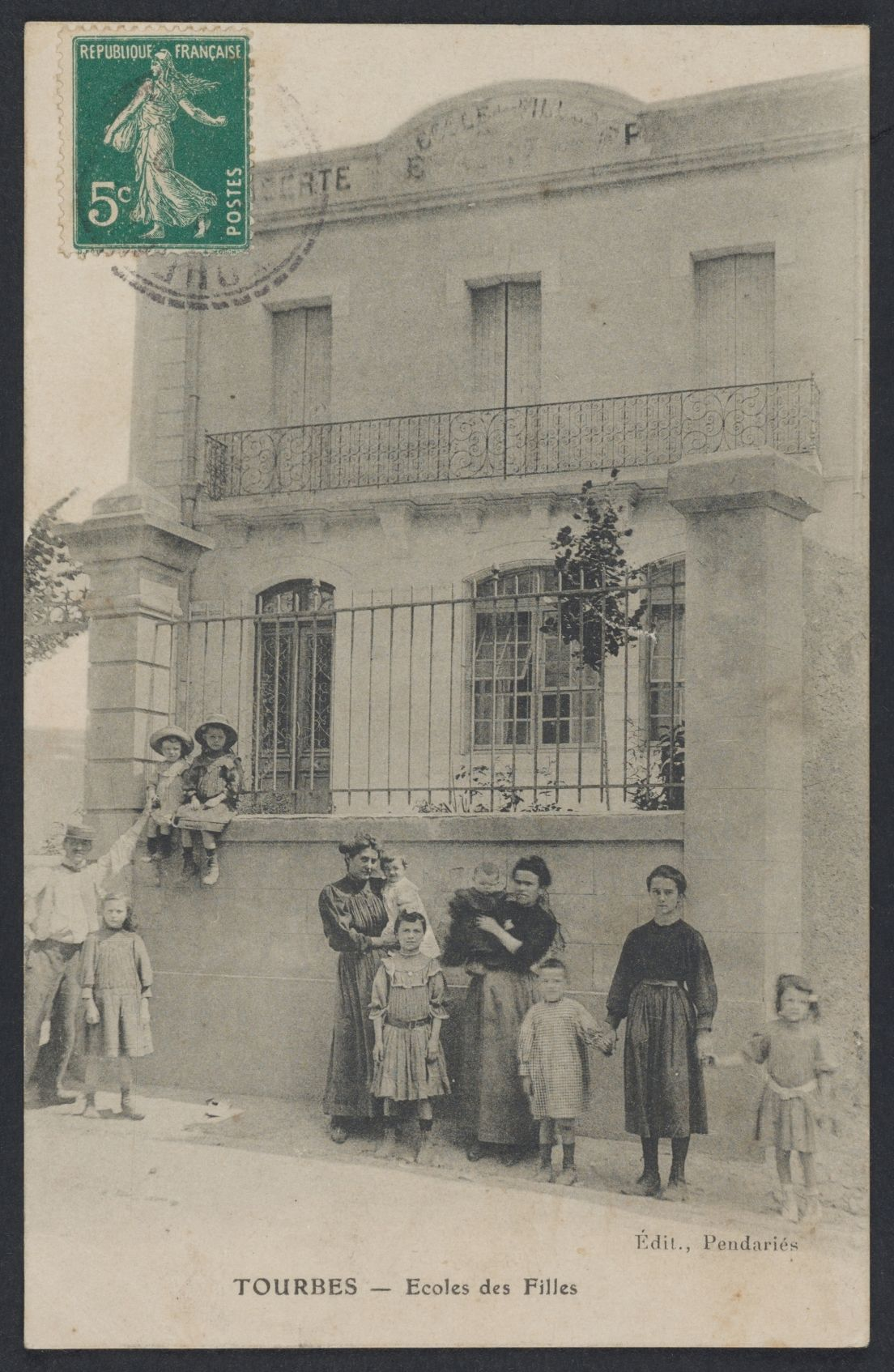
École : carte postale (fin du XIX^{e} siècle - début du XX^{e} siècle)

## Politique et administration
| Période                                  | Période   | Identité           | Étiquette | Qualité     |
| ---------------------------------------- | --------- | ------------------ | --------- | ----------- |
| 1790                                     | 1791      | P. Vedel           |           |             |
| 1791                                     | 1816      | L. Blayac          |           |             |
| 1816                                     | 1826      | F Reboul           |           |             |
| 1826                                     | 1830      | P. Andrieu         |           |             |
| 1830                                     | 1838      | P. Bidon           |           |             |
| 1838                                     | 1846      | E. Baudou          |           |             |
| 1846                                     | 1852      | J. Gondard         |           |             |
| 1852                                     | 1865      | P. Andrieu         |           |             |
| 1865                                     | 1871      | E. Aube            |           |             |
| 1871                                     | 1884      | M. Gour            |           |             |
| 1884                                     | 1885      | I Sabatier         |           |             |
| 1885                                     | 1908      | A Rouger           |           |             |
| 1908                                     | 1912      | F Gregoire         |           |             |
| 1912                                     | 1919      | A. Rolland         |           |             |
| 1919                                     | 1929      | F. Grégoire        |           |             |
| 1929                                     | 1935      | L. Lautrec         |           |             |
| 1935                                     | 1944      | P Petenot          |           |             |
| 1944                                     | 1945      | R. Mathat          |           |             |
| 1945                                     | 1947      | L. Lautrec         |           |             |
| 1947                                     | 1959      | A. Nougaret        |           |             |
| 1959                                     | 1967      | R. Giraud          |           |             |
| 1967                                     | 1989      | Gérard Lios        |           |             |
| 1989                                     | mars 2008 | Jean-Pierre Ricard |           |             |
| mars 2008                                | En cours  | Christian Jantel   | DVD       | Agriculteur |
| Les données manquantes sont à compléter. |           |                    |           |             |

## Démographie
L'évolution du nombre d'habitants est connue à travers les recensements de la population effectués dans la commune depuis 1793. Pour les communes de moins de 10 000 habitants, une enquête de recensement portant sur toute la population est réalisée tous les cinq ans, les populations de référence des années intermédiaires étant quant à elles estimées par interpolation ou extrapolation. Pour la commune, le premier recensement exhaustif entrant dans le cadre du nouveau dispositif a été réalisé en 2008.

En 2022, la commune comptait 1 875 habitants, en évolution de +18,75 % par rapport à 2016 (Hérault : +7,49 %, France hors Mayotte : +2,11 %).
| 1793 | 1800 | 1806 | 1821 | 1831 | 1836 | 1841 | 1846 | 1851 |
| ---- | ---- | ---- | ---- | ---- | ---- | ---- | ---- | ---- |
| 631  | 706  | 781  | 735  | 845  | 871  | 804  | 809  | 751  |

| 1856 | 1861 | 1866 | 1872 | 1876 | 1881 | 1886 | 1891 | 1896 |
| ---- | ---- | ---- | ---- | ---- | ---- | ---- | ---- | ---- |
| 752  | 746  | 800  | 772  | 849  | 796  | 813  | 875  | 892  |

| 1901 | 1906 | 1911 | 1921  | 1926  | 1931  | 1936  | 1946 | 1954 |
| ---- | ---- | ---- | ----- | ----- | ----- | ----- | ---- | ---- |
| 940  | 881  | 849  | 1 100 | 1 070 | 1 087 | 1 038 | 831  | 749  |

| 1962 | 1968 | 1975 | 1982 | 1990  | 1999  | 2006  | 2008  | 2013  |
| ---- | ---- | ---- | ---- | ----- | ----- | ----- | ----- | ----- |
| 766  | 767  | 740  | 833  | 1 022 | 1 276 | 1 430 | 1 462 | 1 539 |

| 2018  | 2022  | - | - | - | - | - | - | - |
| ----- | ----- | - | - | - | - | - | - | - |
| 1 664 | 1 875 | - | - | - | - | - | - | - |

## Économie

### Revenus
En 2018, la commune compte 732 ménages fiscaux, regroupant 1 767 personnes. La médiane du revenu disponible par unité de consommation est de 21 750 € (20 330 € dans le département).

### Emploi
|                | 2008   | 2013   | 2018  |
| -------------- | ------ | ------ | ----- |
| Commune        | 5,2 %  | 7,9 %  | 9,8 % |
| Département    | 10,1 % | 11,9 % | 12 %  |
| France entière | 8,3 %  | 10 %   | 10 %  |

En 2018, la population âgée de 15 à 64 ans s'élève à 989 personnes, parmi lesquelles on compte 74,9 % d'actifs (65,1 % ayant un emploi et 9,8 % de chômeurs) et 25,1 % d'inactifs,. Depuis 2008, le taux de chômage communal (au sens du recensement) des 15-64 ans est inférieur à celui de la France et du département.
La commune fait partie de la couronne de l'aire d'attraction de Béziers, du fait qu'au moins 15 % des actifs travaillent dans le pôle,. Elle compte 203 emplois en 2018, contre 225 en 2013 et 219 en 2008. Le nombre d'actifs ayant un emploi résidant dans la commune est de 654, soit un indicateur de concentration d'emploi de 31,1 % et un taux d'activité parmi les 15 ans ou plus de 54,4 %.
Sur ces 654 actifs de 15 ans ou plus ayant un emploi, 129 travaillent dans la commune, soit 20 % des habitants. Pour se rendre au travail, 88,8 % des habitants utilisent un véhicule personnel ou de fonction à quatre roues, 1,8 % les transports en commun, 4,6 % s'y rendent en deux-roues, à vélo ou à pied et 4,7 % n'ont pas besoin de transport (travail au domicile).

### Activités hors agriculture

#### Secteurs d'activités
139 établissements sont implantés  à Tourbes au 31 décembre 2019. Le tableau ci-dessous en détaille le nombre par secteur d'activité et compare les ratios avec ceux du département,.
| Secteur d'activité                                                                                        | Commune | Commune | Département |
| Secteur d'activité                                                                                        | Nombre  | %       | %           |
| --- | ------- | ------- | ----------- |
| Ensemble                                                                                                  | 139     | 100 %   | (100 %)     |
| Industrie manufacturière, industries extractives et autres                                                | 7       | 5 %     | (6,7 %)     |
| Construction                                                                                              | 26      | 18,7 %  | (14,1 %)    |
| Commerce de gros et de détail, transports, hébergement et restauration                                    | 33      | 23,7 %  | (28 %)      |
| Information et communication                                                                              | 2       | 1,4 %   | (3,3 %)     |
| Activités financières et d'assurance                                                                      | 9       | 6,5 %   | (3,2 %)     |
| Activités immobilières                                                                                    | 18      | 12,9 %  | (5,3 %)     |
| Activités spécialisées, scientifiques et techniques et activités de services administratifs et de soutien | 18      | 12,9 %  | (17,1 %)    |
| Administration publique, enseignement, santé humaine et action sociale                                    | 14      | 10,1 %  | (14,2 %)    |
| Autres activités de services                                                                              | 12      | 8,6 %   | (8,1 %)     |

Le secteur du commerce de gros et de détail, des transports, de l'hébergement et de la restauration est prépondérant sur la commune puisqu'il représente 23,7 % du nombre total d'établissements de la commune (33 sur les 139 entreprises implantées  à Tourbes), contre 28 % au niveau départemental.

#### Entreprises et commerces
Les cinq entreprises ayant leur siège social sur le territoire communal qui génèrent le plus de chiffre d'affaires en 2020 sont : 
- Domaine de Mont Rose, commerce de détail de boissons en magasin spécialisé (6 292 k€) ;
- MBMR, fabrication de charpentes et d'autres menuiseries (484 k€) ;
- JFL Conseil, conseil pour les affaires et autres conseils de gestion (479 k€) ;
- Thomas Entreprise, travaux de maçonnerie générale et gros œuvre de bâtiment (208 k€) ;
- Le Retour aux Souches, débits de boissons (158 k€).

### Agriculture
La commune est dans la « Plaine viticole », une petite région agricole occupant la bande côtière du département de l'Hérault. En 2020, l'orientation technico-économique de l'agriculture  sur la commune est la viticulture.
|               | 1988 | 2000 | 2010  | 2020 |
| ------------- | ---- | ---- | ----- | ---- |
| Exploitations | 114  | 87   | 66    | 41   |
| SAU (ha)      | 888  | 904  | 1 028 | 712  |

Le nombre d'exploitations agricoles en activité et ayant leur siège dans la commune est passé de 114 lors du recensement agricole de 1988  à 87 en 2000 puis à 66 en 2010 et enfin à 41 en 2020, soit une baisse de 64 % en 32 ans. Le même mouvement est observé à l'échelle du département qui a perdu pendant cette période 67 % de ses exploitations,. La surface agricole utilisée sur la commune a également diminué, passant de 888 ha en 1988 à 712 ha en 2020. Parallèlement la surface agricole utilisée moyenne par exploitation a augmenté, passant de 8 à 17 ha.

## Culture locale et patrimoine

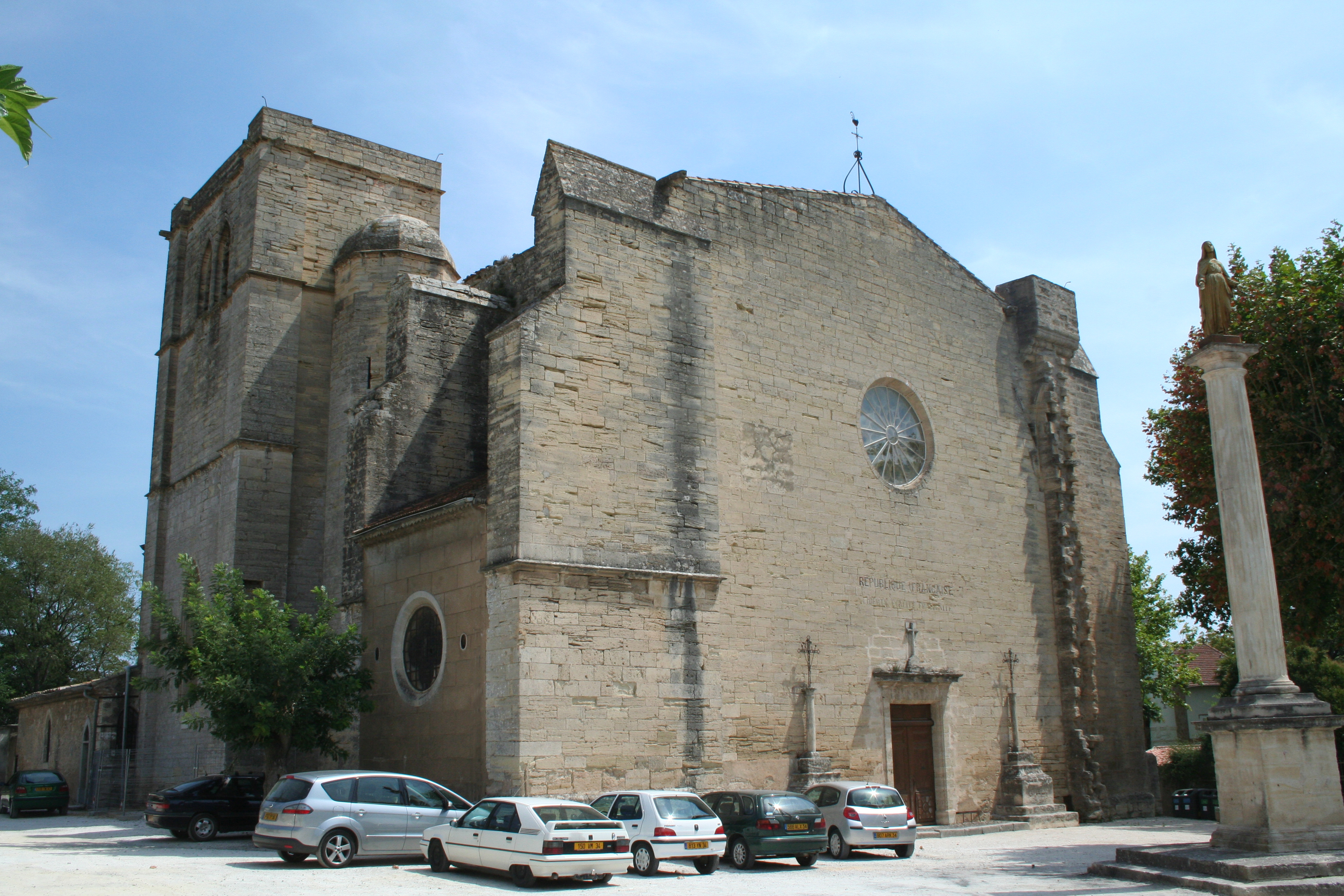
Église Saint-Saturnin.

### Lieux et monuments
- Église Saint-Saturnin de Tourbes XIIIe – XIVe siècles. L'édifice a été inscrit au titre des monuments historiques en 1935[27].

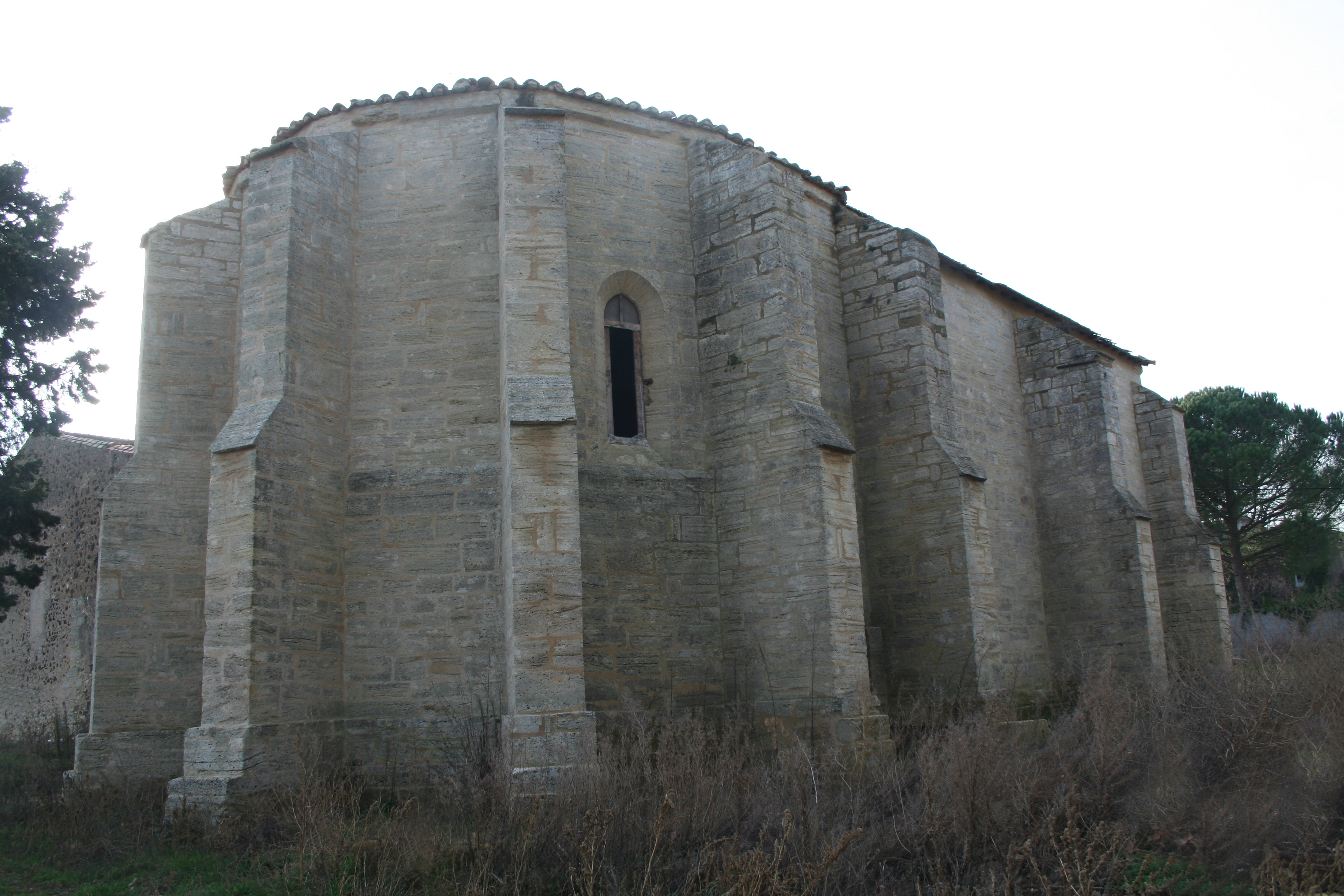
Ancienne Église Saint-Martial

- Église Saint-Martial de Tourbes.
- Ancienne Église Saint-MartialChapelle Saint-Roch de Tourbes.
- Maison de Venel.
- Monument aux morts.

### Héraldique
|  | Les armoiries de Tourbes se blasonnent ainsi : D'azur, au pairle losangé d'argent et d'azur. |

### Personnalités liées à la commune
- Gabriel François Venel (1723-1775) : médecin, pharmacien et chimiste. Sa maison natale se trouve à Tourbes. Il est cité par Lavoisier dans ses Œuvres (T. I. Opuscules physiques et chimiques Chap. VI).